# أبو جعفر المدني
يزيد بن القعقاع، ويقال: اسمه جندب بن فيروز وقيل: فيروز بن القعقاع، مولى عَبد الله بن عيَّاش بن أَبي ربيعة المخزومي، المشهور بـأبو جعفر المدني، وُلِد بالمدينة سنة 35 هـ، وهو أحد القُرَّاء العشرة في حروف القراءات، تابعي مشهور كبير القدر، ورُويَ أنَّه دخل على أمِّ سَلَمة زوج النَّبيِّ وهو صغير، فَمَسحتْ على رأسه ودعت له بالبركة.

## علمه ومكانته
قال يحيى بن عباد أنه أقرأ زمن معاوية، تلا على مولاه عبد الله بن عياش بن أبي ربيعة المخزومي، وذكر جماعة أنه قرأ أيضًا على أبي هريرة، وابن عباس عن أخذهم عن أبي بن كعب، وقد صلى بابن عمر،انتهت إليه رياسة القراءة في المدينة، فأقرأ النَّاس دهراً طويلاً، وقد بدأ بالإقراء قبل وقعة الحَرَّة، وقال يعقوب بن جعفر بن أبي كثير الأنصاري أنه كان إمامَ النَّاسِ بالمدينة وكان يفتي الناس بالمدينة
قال الذهبيُّ: فأمَّا قراءة أبي جعفر فدارت على أحمد بن يزيد الحلوانيِّ عن قالون عن عيسى بن وَرْدَان عن أبي جعفر
قال ابن الجزريِّ: والعجب ممن يطعن في هذه القراءة أو يجعلها من الشواذِّ، وهي لم يكن بينها وبين غيرها من السبع فرق

## شيوخه والرواة عنه
رَوَى أبو جعفر المدني القراءة عن: عبد الله بن عباس، وأبي هريرة، وعن مولاه عبد الله بن عيَّاش بن أَبي ربيعة المخزومي، وعبد الله بن عياش قرأ على أبيِّ بن كعب، والذي قرأ على النبي محمد ﷺ.
أما الرَوَاة فقد روى عنه نافع بن عبد الرحمن بن أَبي نُعَيم، وسليمان بن مسلم بن جمَّاز الزُّهري، وأبو الحارث عيسى بن وردان، وعبد الرحمن بن زيد بن أسلم مولى عمر بن الخطاب رضي الله عنه، وابنه يعقوب بن يزيد، وابنته ميمونة.
وحَدَّث عنه: مالك بن أنس، وإسماعيل بن جعفر، وعبد العزيز الدَّرَاوَرْدِي، وعبد العزيز بن أبي حازم

## إسناد قراءة أبي جعفر المدني
قرأ أبو جعفر المدني على مولاه عبد الله بن عياش بن أبي ربيعة المخزومي، وعلى حبر الأمة عبد الله بن عباس، وعلى أبي هريرة، وقرأ هؤلاء الثلاثة على أبي المنذر أُبي بن كعب، وقرأ أبو هريرة وابن عباس أيضاً على زيد بن ثابت، وقيل أن أبا جعفر قرأ على زيد نفسه. وقرأ زيد وأُبي على رسول الله صلى الله عليه وسلم
وروى عن أبي جعفر مباشرة كل من:
- عيسى ابن وردان: وهو أبو الحارث عيسى بن وردان المدني الحذاء، إمام مقرى حاذق وراوٍ محقق ضابط. عرض على أبي جعفر وشيبة ثم عرض على نافع، وهو من قدماء أصحابه، ولابن وردان طريقان رويت عنه القراءة وهما:

1. طريق الفضل بن شاذان بن عيسى الرازي
2. طريق أبي القاسم هبة الله بن جعفر عن أبيه جعفر.

- أبو الربيع ابن جماز: وهو أبو الربيع سليمان بن مسلم جماز الزهري مولاهم المدني، كان مقرئاً جليلاً ضابطاً نبيلاً مقصوداً في قراءة أبي جعفر ونافع. روى القراءة عرضاً على أبي جعفر وشيبة، ثم عرض على نافع المدني، وأقرأ بحرف أبي جعفر ونافع. وروى عنه إسماعيل بن جعفر، وقتيبة بن مهران، ورويت القراءة عن ابن جماز من طريقين:

1. طريق أبي أيوب الهاشمي
2. طريق الدوري عن إسماعيل بن جعفر عن ابن جماز

## وفاته
توفي أبو جعفر في خلافة مروان بن محمد سنة (130هـ)، وقيل غير ذلك، وقد رَوى الإمام نافع بن أَبي نُعَيْم قال: لما غُسِّل أبو جعفر يزيد بن القعقاع بعد وفاته نظروا ما بين نحره إلى فؤاده مثل ورقة المصحف، قال: فما شكَّ من حضره أنَّه نور القرآن